# Jean-Marie Dedecker
Jean-Marie Louis Dedecker (ur. 13 czerwca 1952 w Nieuwpoort) – belgijski i flamandzki polityk oraz sportowiec i trener, parlamentarzysta, założyciel Listy Dedeckera.

## Życiorys
W młodości trenował judo. Od 1981 do 2000 był trenerem belgijskiej kadry judoków, której zawodnicy w tym czasie zdobyli m.in. cztery medale olimpijskie. Prowadził również własną działalność gospodarczą.
W 1999 i 2003 był wybierany w skład Senatu z ramienia partii Flamandzcy Liberałowie i Demokraci (VLD). W 2004 uzyskał mandat posła do Parlamentu Flamandzkiego i jednocześnie został członkiem Senatu z ramienia wspólnoty flamandzkiej. Opowiadał się za możliwością przełamania tzw. kordonu sanitarnego (cordon sanitaire) w odniesieniu do Interesu Flamandzkiego.
Był radnym Ostendy, w 2006 bez powodzenia ubiegał się o urząd burmistrza. Po głosowaniu publicznie stwierdził, iż z uwagi na słaby wynik wyborczy VLD nie wejdzie ona w koalicję z Partią Socjalistyczną, co było sprzeczne z zamierzeniami władz liberałów. W rezultacie został wkrótce wykluczony z partii. W listopadzie 2006 przystąpił do Nowego Sojuszu Flamandzkiego, odszedł z niego jednak już w grudniu tego samego roku (po dziesięciu dniach członkostwa), gdy ugrupowanie to podpisało porozumienie wyborcze z CD&V.
W styczniu 2007 utworzył własną formację pod nazwą Lista Dedeckera, która w wyborach krajowych w tym samym roku uzyskała pięć mandatów poselskich w Izbie Reprezentantów. Jeden z nich objął Jean-Marie Dedecker, utrzymał go w 2010 jako jedyny przedstawiciel swojej partii i wykonywał do 2014.
W międzyczasie został radnym miejscowości Middelkerke, po wyborach lokalnych z 2018 powołano go na stanowisko burmistrza. W 2019 jako kandydat Nowego Sojuszu Flamandzkiego ponownie został wybrany do Izby Reprezentantów (reelekcja w 2024).